# Samtgemeinde Harpstedt
La comunità amministrativa di Harpstedt (Samtgemeinde Harpstedt) si trova nel circondario di Oldenburg nella Bassa Sassonia, in Germania. Raggruppa al suo interno un totale di 8 municipalità.

## Suddivisione
Comprende 8 comuni:
1. Beckeln
2. Colnrade
3. Dünsen
4. Groß Ippener
5. Harpstedt (comune mercato)
6. Kirchseelte
7. Prinzhöfte
8. Winkelsett

Il capoluogo è Harpstedt.